# Environnement au Bhoutan
L'environnement au Bhoutan est l'environnement (ensemble des éléments - biotiques ou abiotiques - qui entourent un individu ou une espèce et dont certains contribuent directement à subvenir à ses besoins) du pays Bhoutan.

## La biodiversité au Bhoutan

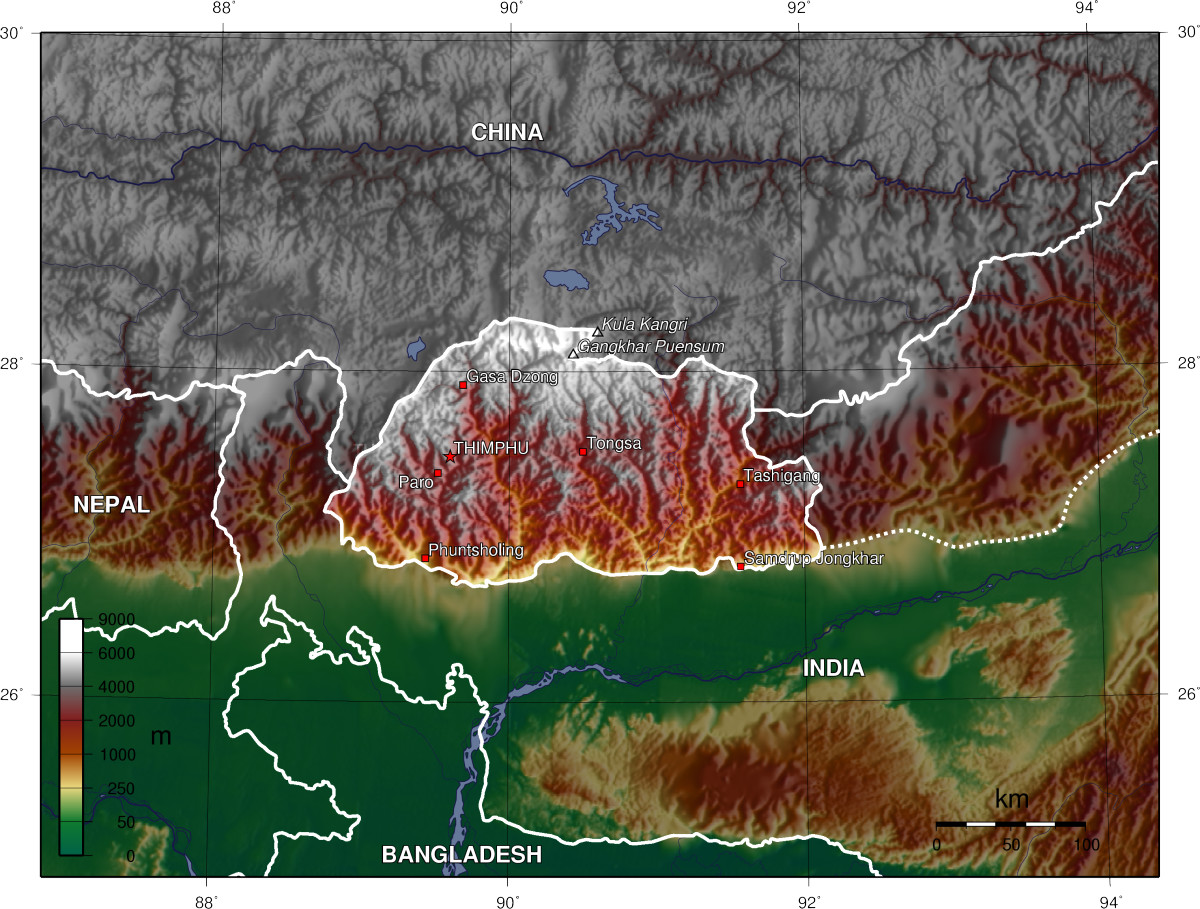
Carte topographique du Bhoutan.

### Milieux, faune et flore

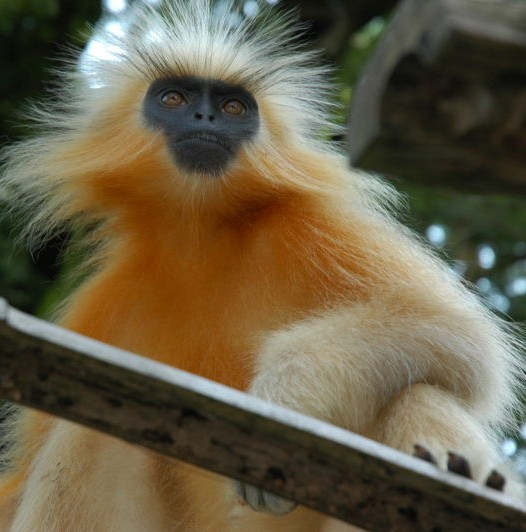
Entelle doré
ou Langur doré.

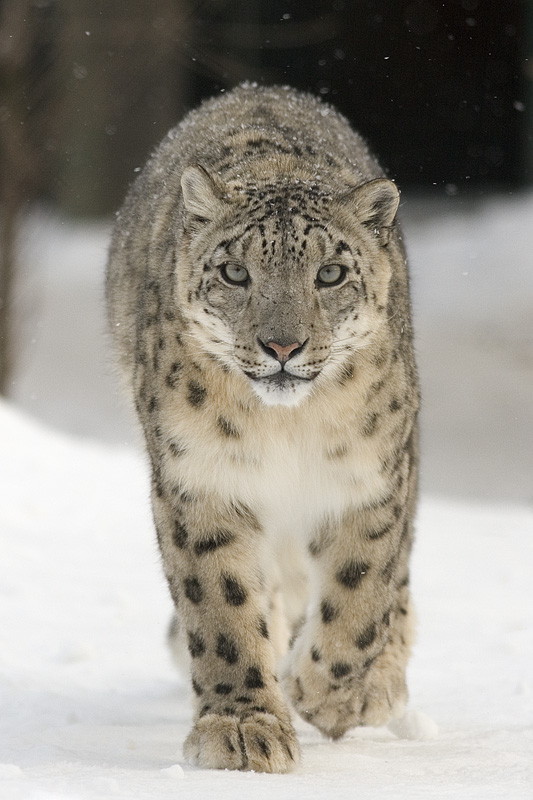
Panthère des neiges.

L’Himalaya domine le paysage du nord du pays et de nombreux sommets dépassent les 7 000 mètres d’altitude. Très montagneuse, la bordure sud du pays est constituée par la plaine du Gange et du Brahmapoutre (altitude minimale : 97 m). Le climat du Bhoutan varie grandement selon l’altitude et subit l’influence de la mousson, en particulier à l’ouest du pays. Les plaines méridionales bénéficient d’un climat subtropical humide. Les vallées himalayennes du centre et du sud sont tempérées, tandis que le nord est nettement plus froid, avec des neiges éternelles sur les sommets.
Une forêt occupe 70 % du territoire du Bhoutan. L’isolement séculaire, une population faible et un relief peu accueillant ont fait du Bhoutan l’un des écosystèmes les plus préservés du monde. Le pays est parmi les dix premiers par la densité des espèces. On compte 5 500 espèces végétales, dont environ 300 plantes médicinales, plus de 770 espèces d’oiseaux et 165 espèces mammifères, dont plusieurs espèces menacées comme le panda rouge, le léopard des neiges et le langur doré. La population de tigres a augmenté au Bhoutan entre 2010 et 2015, ainsi que la population mondiale.

### Aires protégées
Le maintien de la couverture forestière sur au moins 60 % du territoire est inscrit dans la Constitution. Une grande partie de ce dernier a été, en outre, sanctuarisé grâce à la création de dix parcs et réserves naturelles qui couvrent plus de 40 % de la superficie du pays.

## Impacts sur les milieux naturels

### Activités humaines

#### Agriculture

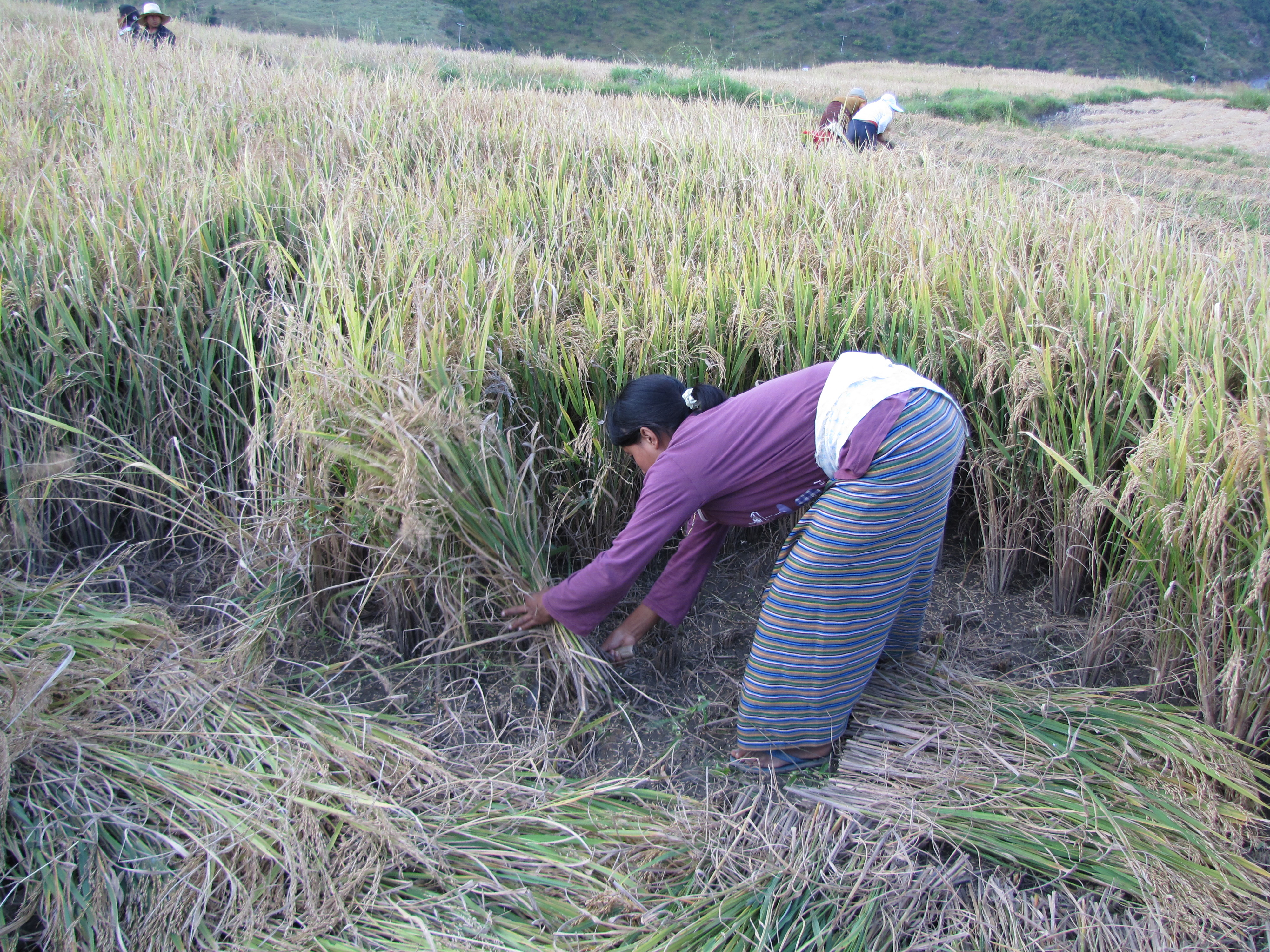
Paysanne lors des récoltes

Le riz est l’aliment de base au Bhoutan. La pomme de terre s’est bien acclimatée aux pentes de la large vallée himalayenne. Le pays serait autosuffisant en nourriture à 80 % d’après Ganesh Chhetri, directeur adjoint du département de l’Agriculture, mais la moitié du riz doit être importée. En hiver, c'est jusqu'à 80 % des aliments qui sont importés. La cardamone ou les pommes sont exportées vers l’Inde et le Bangladesh.
Le Bhoutan ne possède que 8 % de terres cultivables.
L'agriculture biologique généralisée est encouragée par l’État depuis 2012, et environ 60 % des paysans n'utilisaient ni engrais chimiques, ni pesticides. Cette proportion atteignait 80 % en 2018. Les intrants chimiques ont été introduits au Bhoutan dès les années 1960, alors que le pays mettait en place ses premiers plans de développement. D’après la Banque mondiale, le Bhoutan utilisait 7,4 kg d’engrais chimiques par hectare de terres arables en 2004. En 2012, le pays en consommait 15 kg par hectare. C'est l’État qui reste maitre de la distribution de ces produits.

#### Modes de vie
De nombreux Bhoutanais deviennent végétariens.

#### Énergies renouvelables
La production d'électricité est assurée à 100 % par une production hydroélectrique. 70 % de cette production est revendue à l'Inde. Une diversification par la production d'autres énergies renouvelables (solaire, éolienne, biomasse) est souhaitée.

### Pollutions

#### Les émissions de gaz à effet de serre (GES)
Le bilan carbone est négatif. Les forêts, qui recouvrent près des trois quarts de la surface du pays, absorbent plus de dioxyde de carbone (9 millions de tonnes) que le pays n’en émet (2,5 millions de tonnes). Le choix d'une agriculture 100 % biologique et d'une électricité 100 % hydroélectrique limite les émissions de gaz à effet de serre (GES).

#### La pollution de l'air
Le pays encourage l'achat de voiture électriques en supprimant les taxes sur ces véhicules.

## L'exposition aux risques
Le Bhoutan est exposé à de multiples aléas naturels : séismes, inondations, tempêtes, incendies de forêts...

## Politique environnementale au Bhoutan

### Politique nationale: bonheur national brut et résilience écologique
La résilience écologique est une des 9 composantes du bonheur national brut (BNB). Et des quatre piliers mis en place par le Bhoutan, dans les années 1990 (développement économique social et équitable, protection de l’environnement, préservation et promotion de la culture, et bonne gouvernance), c’est celui de la politique environnementale qui semble le plus solide.
Toutes les lois doivent être approuvées par la commission du BNB. La politique minière du Bhoutan s’est ainsi retrouvée bloquée pendant plusieurs années par la commission, le temps que le ministère des Affaires économiques reprenne son texte pour mieux tenir compte du respect de l’environnement et des populations locales. Des projets de routes qui auraient dû traverser des parcs nationaux ont été annulés, et la construction d’une centrale hydroélectrique, à proximité de Thimphou, abandonnée, afin de protéger les tigres.
La publicité est également interdite dans les lieux publics.

### Bilan carbone
En 2018, c'est le seul pays au monde avec un bilan carbone négatif : il absorbe trois fois plus de CO2 qu'il n'en produit, essentiellement grâce au fait qu' environ 70 % de son territoire est couvert de forêt.

### Transports
L'État a supprimé les taxes sur les voitures électriques pour inciter les habitants à s'équiper.

### Agriculture
Établi en 2005, le Programme biologique national a pour but de promouvoir l’agriculture biologique dans le pays.
En 2012, à la conférence Rio+20, le premier ministre bhoutanais Jigme Thinley a déclaré : « Nous travaillons à devenir le premier pays du monde à être 100 % biologique » ; et ce pour l'horizon 2020 - 2030. En 2018, la filière biologique représente déjà 80 % de l'agriculture nationale selon le gouvernement ; l'objectif 100 % est visé pour 2020.
Par ailleurs, les organismes génétiquement modifiés (OGM) sont interdits.

### Évaluation environnementale globale
En 2015, l'organisation Global Footprint Network (GFN) indique que le Bhoutan est l'un des 57 pays (sur 181) qui préserve ses ressources, avec une biocapacité estimée à environ 6,18 gha (hectare global par habitant), et une empreinte écologique inférieure, à 4,11 gha. C'est notamment l'empreinte carbone qui est très faible, au regard des réserves de bois qui sont importantes. L'empreinte agricole est, elle, légèrement négative.